# Guillaume de Sainte-Croix
Pour les articles homonymes, voir Sainte-Croix et Lallemand.
Guillaume-Emmanuel-Joseph de Guilhem de Clermont-Lodève de Sainte-Croix, né le 5 janvier 1746 à Mormoiron en Comtat Venaissin et mort à Thiais le 11 mars 1809 est un historien, « antiquaire » et littérateur français.

## Biographie
Issu d’une famille établie dans le Comtat depuis le XIVe siècle, le jeune baron Sainte-Croix fait sa formation chez les Jésuites d’Avignon. Début 1761, il s’engage au service des armées avec un brevet de capitaine et suit comme aide de camp le commandant-général français, le Chevalier de Sainte-Croix, son oncle, dans une expédition qui l’emmène aux îles du Vent, colonies toujours disputées par les Anglais. Malheureusement, son oncle meurt au Cap Français peu de temps après leur arrivée, le 18 août 1762. Alors qu’il pensait faire carrière dans la marine, il abandonne ses projets et revient en métropole où il est attaché au régiment des Grenadiers de France. Il ne quittera le service qu’en 1770 pour s’installer en Avignon et se marier avec une demoiselle d’Elbène, d’une vieille famille du pays, qui lui donnera deux fils et une fille.
En fin de compte, il n’était pas fâché de revenir sans autres préoccupations à ses chères études pour lesquelles il avait un fort penchant naturel. Il se consacre donc aux travaux littéraires, se prend de passion pour l’Antiquité et rassemble quantité de matériaux. Un concours de l’Académie des inscriptions et belles-lettres lancé en 1772 va le faire connaître. Son mémoire est couronné et, en 1777, il sera admis dans cette même Académie en qualité d’associé libre étranger. En relation avec les meilleurs savants de son temps, ses ouvrages sont appréciés et il se lia d'amitié avec Paul-Louis Courier, Silvestre de Sacy, Foncemagne et l’abbé Barthélemy avec qui il travaillera souvent de concert et dont il assumera, en 1798, l’édition posthume d’Œuvres diverses en 2 volumes.
Sainte-Croix avait pour la religion l’intérêt le plus vif et n’hésitait pas à combattre à chaque occasion l’incrédulité qui commençait à progresser en son siècle. Pourtant, en 1784, bien que catholique, il avait défendu de toute sa volonté les franchises des communes du Comtat que l’administration ecclésiastique voulait ignorer. L’autorité pontificale demanda son arrestation pour l’incarcérer au château Saint-Ange mais comme il s’était déjà réfugié en France, ses biens furent mis provisoirement sous séquestre et il fut évincé de l’assemblée des États.
En 1789, les événements vont se précipiter. Sainte-Croix, « partisan des réformes », est élu à l’assemblée des États comtadins, mais en avril 1791, dans un temps de disette, les esprits s’échauffent et la population se soulève contre le pape. Le rattachement du Comtat à la France sera demandé et accepté en septembre de la même année.
Son domaine est saccagé, ses fermes incendiées et sa riche et précieuse bibliothèque entièrement pillée. Ses deux fils courageux mais téméraires seront jetés au cachot. Emprisonné lui-même par des émeutiers, il rachète sa vie et s’enfuit en région parisienne. Ses fils ne devront aussi leur salut qu’au dévouement de leur mère et à sa force de caractère. Son épouse le rejoindra en 1794 à Thiais où il s’est installé sans être inquiété. Ils y apprendront bientôt que leurs garçons ont péri. Leur fille qui, de son côté, était déjà mariée, meurt peu de temps après.
En 1803, l’Institut impérial est reformé et les anciens membres sont repris. Sainte-Croix est accepté puisque le Comtat est désormais rattaché à la France. Il se retrouve en troisième classe, c'est-à-dire la section qui correspond à l’ancienne académie des inscriptions. Soutenu par une épouse d’un grand dévouement et pleine de sollicitude, il cherchera  une consolation dans les études, s’efforçant d’oublier, selon ses propres paroles, « de n’avoir peuplé que des tombeaux ». On lui devra quantité de mémoires et des éditions d’ouvrages d’érudition, spécialement  sur le monde antique qui feront autorité. Il venait d’être nommé membre de la commission chargée de continuer l’Histoire littéraire de la France quand les maux physiques dont une maladie de la vessie qui s’est compliquée, reviennent le harceler et ne le laisseront plus jamais en repos. Il meurt après une longue agonie.

## Œuvres principales éditées
- Ezour-Védam ou Ancien commentaire du Védam, contenant l’exposition des opinions religieuses et philosophiques des Indiens (2 volumes) 1778Sur cette œuvre, voir l'étude détaillée de Ludo Rocher (1984) :  Ezourvedam: A French Veda of the Eighteenth Century (University of Pennsylvania Studies on South Asia 1 ; Amsterdam/Philadelphia ; J. Benjamins ; 1984 ;  (ISBN 9780915027064)) ; et la nouvelle preuve présentée que l'auteur de l'Ezour Vedam est Jean Calmette (1692-1740) (Urs App : The Birth of Orientalism ; Philadelphia: University of Pennsylvania Press ; 2010 ; p. 372-407 ;  (ISBN 978-0-8122-4261-4)).
- De l’état et du sort des colonies des anciens peuples, 1779
- Observations sur le traité de paix conclu en 1763 entre la France et l’Angleterre, 1780
- Histoire du progrès de la puissance navale de l’Angleterre, 1786 (réédition augmentée de celle de 1783)
- Mémoires pour servir à l’histoire de la religion secrète des anciens peuples ou Recherches et critiques sur les Mystères du paganisme, 1784 (le mémoire initial moins développé  avait été couronné en 1777 par l’Académie. L’édition fut confiée à Ansse de Villoison qui se compromit avec des insertions et des remarques qui désobligeaient le texte de l’auteur et qui provoquèrent l’indignation des spécialistes. Une nouvelle édition par l'exécuteur testamentaire, Simonde Sismondi, en 1817,  rétablit le travail laissé par l’auteur.
- Mémoire sur une nouvelle édition des Petits Géographes anciens, 1789
- Mémoire sur le cours de l’Araxe et du Cyrus, 1797
- Mémoires historiques et géographiques des pays situés entre la mer Noire et la mer Caspienne, 1797
- Réfutation d’un paradoxe littéraire de M. F. A. Wolf sur les poésies d’Homère, 1798
- Des anciens gouvernements fédératifs et de la législation de la Crète, 1799
- Examen critique des historiens d’Alexandre le Grand, 1805  (réédition enrichie d’un ouvrage édité en 1775, couronné par l’Académie en 1772)